# Lee Hyun-jin (Fußballspieler)
Lee Hyun-jin (kor. 이현진; * 15. Mai 1984) ist ein ehemaliger südkoreanischer Fußballspieler.

## Karriere
Lee Hyun-jin erlernte das Fußballspielen in der Schulmannschaft der Paichai High School sowie in der Universitätsmannschaft der Korea University. Seinen ersten Vertrag unterschrieb er 2005 bei den Suwon Samsung Bluewings. Das Fußballfranchise aus Suwon spielte in der ersten Liga, der K League. 2008 wurde er mit den Bluewings Meister. Den Korean FA Cup gewann er 2009 und 2010, den Korean League Cup 2005 und 2008. Als Sieger des Korean Supercup ging er 2005 vom Platz. Nach 108 Erstligaspielen wechselte er 2013 für ein Jahr zum Ligakonkurrenten Jeju United nach Jeju-si. 2014 ging er nach Thailand. Hier unterschrieb er einen Vertrag beim Chainat Hornbill FC. Der Verein aus Chainat spielte in der ersten Liga des Landes, der Thai Premier League. Die Hinserie absolvierte er für Chainat 15 Erstligaspiele. Die Rückserie wurde er an den Ligakonkurrenten Army United ausgeliehen. Für den Bangkoker Verein spielte er zehnmal in der ersten Liga. Von 2015 bis 2016 spielte er für den thailändischen Zweitligisten Air Force United. Ende 2016 beendete er seine Karriere als aktiver Fußballspieler.

## Erfolge
Suwon Samsung Bluewings
- K League Classic: 2008
- Korean FA Cup: 2009, 2010
- Korean League Cup: 2005, 2008
- Korean Supercup: 2005